# 城门楼 (西宁市西堡村)
城门楼，位于中国青海省湟中县西堡乡西堡村，为青海省市县级文物保护单位，公布日期为1987年2月27日，类型为古建筑。
城门楼的历史年代为清。